# 朝日岳 (飛騨山脈)
朝日岳（あさひだけ）は、飛騨山脈（北アルプス）後立山連峰にある標高2,418mの山。富山県と新潟県にまたがる。

## 概要
中部山岳国立公園内の北アルプスの最北部に位置し、富山県側の旧下新川からは東側に見える。積雪量が多く、山頂付近には夏でも雪渓が残る。山頂は平坦で豊富な高山植物が見られる。小桜ヶ原のような湿地帯もあって、清河な水に恵まれる。高山植物も豊富で、白馬岳近辺とは違った花々を楽しめる。
日本海沿岸の親不知から朝日岳には、栂海新道（つがみしんどう）と呼ばれる、海抜0mと山頂とを結ぶ長大な登山道がある。日本三百名山及び新日本百名山にもなっている。
富山県朝日町の町名は、この朝日岳の名に由来する。また朝日岳はその名の通り山間の集落からみて最初に朝日に染まる山ということから名付けられた。

## 登山

### 登山道
- 白馬岳－雪倉岳－朝日岳 （稜線上の縦走路）
- 朝日岳－蓮華温泉 （大糸線平岩駅よりバス）
- 朝日岳－朝日小屋－北又小屋－小川温泉 （あいの風とやま鉄道線泊駅などから時間制運賃タクシー）

小川温泉-北又小屋間の林道は、一般車の通行が禁止されている（ゲート前に駐車場なし）。このため予約したタクシーにより、北又小屋と宿泊施設や周辺駅間を往来することが一般的となっている。
- 朝日岳－黒岩山－犬ヶ岳－白鳥山－日本海ひすいライン親不知駅 （栂海新道ルート、登山道の状態に要注意）
- 朝日岳－黒岩山－中俣小屋－大糸線小滝駅 （栂海新道のエスケープルート）

### 周辺の山小屋
- 朝日小屋 （山頂西側）
- 北又小屋 （小川温泉へのルート上）
- 中俣小屋 （無人・小滝駅へのルート上）
- 栂海山荘 （無人・栂海新道）
- 白鳥小屋 （無人・栂海新道）

## 山容

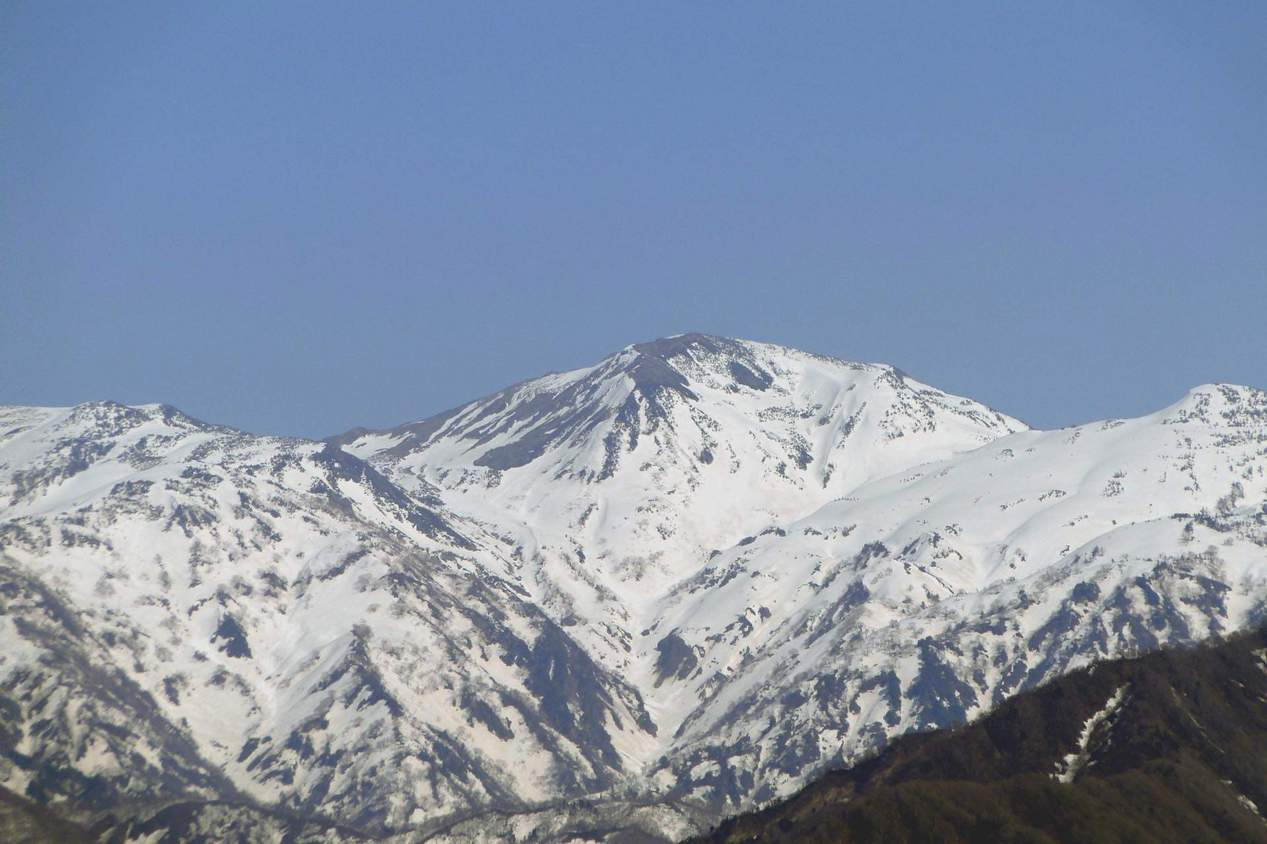
西北西から 入善町から
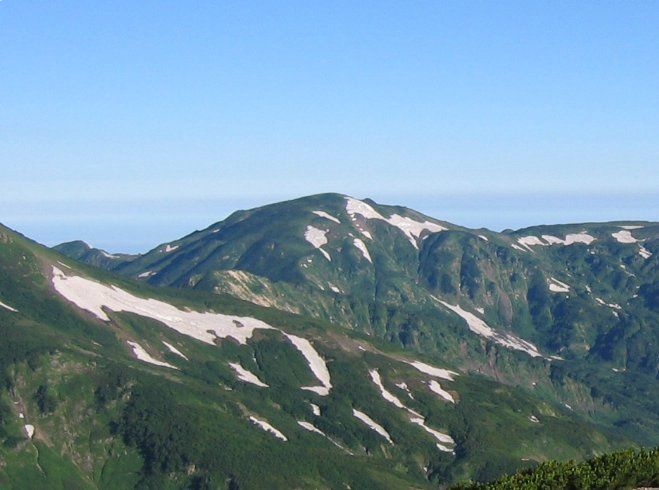
南東から 白馬大池付近から
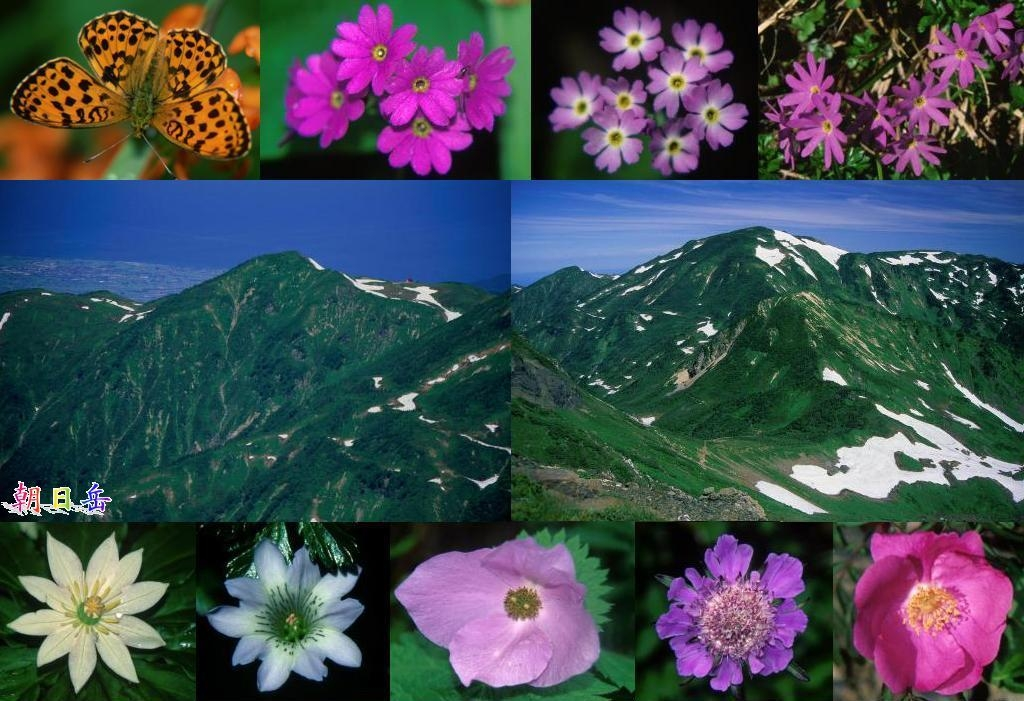
朝日岳と高山植物他

## 横断道路計画
1960年代に富山県と長野県を結ぶ立山黒部アルペンルートの建設が本格化すると、周遊ルートから外れる宇奈月温泉など新川郡の経済的地盤沈下が危惧されるようになった。このため行きどまりとなっている宇奈月温泉から朝日岳を越え、蓮華温泉を結ぶ道路建設に向けた機運が高まった。1963年、宇奈月町がスーパー林道計画構想を立ち上げて林野庁へ陳情を開始。1969年には調査費が計上されたが、林道事業を所管する林野庁が「森林開発の効果は期待できない」としたほか、国立公園を所管する環境庁も「貴重な動植物などが損なわれる」として反対、計画は一時頓挫した。1974年、富山県は次年度予算で測量費を計上するとともに、1975年2月、スーパー林道期成同盟会総会を東京で開催するなど建設に向けた機運を高めたが、着工に結びつくことはなかった。
結局、1970年代にスーパー林道による横断道路構想は実現化しなかったが、富山・長野県間を結ぶ道路建設計画は地元の悲願として模索され続けている。その中の一つが「アルプス縦貫トンネル構想」であり、そのルートの一つとして朝日岳付近の地下を通過する「新川ルート」が模索されている。

## 近隣の山
- 白馬岳
- 小蓮華山
- 鉢ヶ岳
- 雪倉岳
- 長栂山
- 黒岩山
- 犬ヶ岳